# Sparkia immacula
Sparkia immacula là một loài bướm đêm trong họ Noctuidae.

## Hình ảnh

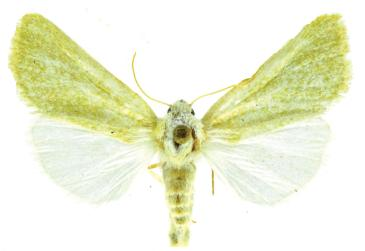